# Ан-32RE
Ан-32RE — военно-транспортный самолёт, украинский вариант модернизации самолётов Ан-32 советского производства для ВВС Индии.

## История
В период с 1984 до 1991 года в СССР для военно-воздушных сил Индии были закуплены и поставлены 110 самолётов Ан-32, которые были распределены в эскадрильи военно-транспортной авиации и в дальнейшем успешно эксплуатировались в различных (в том числе, сложных) условиях.
В середине 2000х годов возникла необходимость проведения капитально-восстановительного ремонта для продления ресурса 105 оставшихся в составе ВВС Индии самолётов Ан-32 советского производства, в ходе переговоров украинской стороной было предложено рассмотреть возможность модернизации самолётов по образцу созданной в 2000 году модификации Ан-32Б-100 (с установкой разработанных в 1990е годы двигателей АИ-20Д серии 5М производства ОАО «Мотор Сич», которые позволили увеличить грузоподъёмность ремоторизованного самолёта с 6,7 тонн до 7,5 тонн).
16 февраля 2009 года было объявлено о подготовке контракта на модернизацию Ан-32 ВВС Индии.
15 июня 2009 года на авиасалоне в Ле-Бурже государственное хозрасчётное внешнеторговое предприятие «Спецтехноэкспорт» (дочернее предприятие государственной компании «Укрспецэкспорт» концерна «Укроборонпром») и президент Республики Индия Пратибха Девисингх Патил подписали базовый контракт № STE-1-32-K/KE-09 на сумму 397,7 млн. долларов США, который предусматривал ремонт, модернизацию и продление ресурса 105 самолётов Ан-32 для ВВС Индии.
Согласно условиям контракта, украинская сторона выполняла капитальный ремонт с одновременным проведением модернизации на 40 индийских Ан-32, остальные 65 самолётов должны были подвергнуться аналогичной процедуре на авиаремонтном предприятии ВВС Индии BRD № 1 в городе Канпур. Срок реализации контракта составлял пять лет (2009—2014). Проведение опытно-конструкторских работ и составление комплекта документации на модернизацию и продление ресурса выполняло ГП «Антонов», капитальный ремонт и переоборудование самолётов выполнял киевский 410-й завод гражданской авиации, в дальнейшем в выполнении контракта были задействованы ещё более 20 других предприятий Украины, России, Швейцарии и США.
4 марта 2010 года на киевский аэродром «Святошин» прибыли первые 5 индийских Ан-32.
27 августа 2010 года была завершена модернизация первого самолёта, им стал Ан-32 1984 года выпуска (бортовой номер K2670, серийный номер 01-04), направленный на испытательные полёты, в это же время на 410-м авиаремонтном заводе начался ремонт второго Ан-32. Как сообщил позднее генеральный директор 410-го авиаремонтного завода Сергей Подреза, «технология модернизации самолетов сначала отрабатывалась на двух машинах на лётно-испытательной базе АНТК им. Антонова в Гостомеле, затем она была утверждена индийской стороной и оставшиеся три машины проходили модернизацию уже в Жулянах».
После приёмки модернизированного самолёта индийской стороной, в 2011 году прошедший модернизацию Ан-32 получил официальное наименование Ан-32RE.
27 мая 2011 года на территории 410-го АРЗ состоялась церемония передачи ВВС Индии первых пяти модернизированных Ан-32RE. В дальнейшем, в условия базового контракта 2009 года были внесены изменения (количество подлежавших модернизации Ан-32 ВВС Индии было уменьшено до 103, 40 из которых должны были пройти модернизацию на территории Украины в период до марта 2014 года, а оставшиеся 63 — на авиаремонтном заводе № 1 в Канпуре в период до марта 2017 года, украинская сторона должна была передать индийской стороне технологии для осуществления модернизации самолётов, а также обеспечить поставки необходимых для выполнения модернизации запасных частей и компонентов).
В сентябре 2011 года 410-й завод передал индийской стороне вторую партию из пяти модернизированных Ан-32.
12 марта 2012 года 410-й завод передал индийской стороне третью партию из пяти модернизированных Ан-32
4 октября 2012 года 410-й завод передал индийской стороне четвёртую партию из пяти модернизированных Ан-32.
18 февраля 2013 года 410-й завод передал индийской стороне пятую партию из пяти модернизированных Ан-32, до конца 2013 года завод передал индийской стороне ещё 5 самолётов Ан-32, однако после начала в конце 2013 года политического кризиса на Украине сроки исполнения контракта были сорваны украинской стороной.
29 марта 2014 года 410-й завод передал индийской стороне седьмую партию из пяти модернизированных Ан-32.
После начала боевых действий на востоке Украины весной 2014 года украинская сторона сорвала сроки ремонта последних пяти самолётов, в дальнейшем возникли сомнения в возможности Украины в полном объёме и своевременно обеспечивать поставки компонентов украинского производства для выполнения модернизации Ан-32 на территории Индии. Осенью 2015 года был поставлен вопрос о необходимости продления программы модернизации Ан-32 авиазаводом в Канпуре на 2017 и 2018 годы в связи с зависимостью выполняемых работ от графика поставок запасных частей украинской стороной.
В январе 2015 года министерство обороны и правительство Индии объявили тендер на покупку двух тренажёров для обучения экипажей Ан-32RE.
19 ноября 2015 года 410-й завод передал индийской стороне последнюю восьмую партию из пяти модернизированных Ан-32.
На проходившей 14-19 февраля 2017 в Бангалоре 11-й международной авиакосмической выставке «Aero India-2017» ГП «Антонов» представило индийской стороне предложения по совместному созданию тренажёра для обучения экипажей Ан-32RE.
10 января 2018 года директор «Спецтехноэкспорта» П. А. Барбул сообщил в интервью, что выполнение контракта продолжается и украинская сторона поставила в Индию комплекты для модернизации десяти Ан-32.
В конце 2018 года срок выполнения контракта на модернизацию индийских Ан-32 был продлён до конца сентября 2020 года. В ходе исполнения нового контракта в мае 2019 года Индии были отправлены комплектующие на сумму 27 млн. долларов США.
По состоянию на 1 июля 2019 года до уровня Ан-32RE были модернизированы 55 самолётов Индии.

## Описание
Модернизация Ан-32 до уровня Ан-32RE позволяет улучшить лётно-технические характеристики и увеличить лётный ресурс самолёта на 15 лет.
В ходе модернизации производятся капитальный ремонт, модернизация двигателей и обновление бортового оборудования. Поскольку новое оборудование имеет меньшую массу и габариты, масса пустого самолёта снизилась. Это позволило увеличить грузоподъёмность — в результате, Ан-32RE способен перевозить до 7,5 тонн грузов или 42 военнослужащих.
Всего устанавливается 25 наименований нового оборудования украинского и иностранного производства, в том числе:
- оборудование раннего предупреждения столкновения с землей[2][5][6] EGPWS Mark VIII
- оборудование предупреждения столкновения самолётов в воздухе[2][6]
- система GPS-навигации[2][5][6] GARMIN 155XL
- самолётные дальномеры[6] KDM-0706A-26
- модернизированные радиовысотомеры[2][5][6]
- новый радиолокатор[5] с двумя многофункциональными индикаторами[2][6]
- бортовой аварийно-эксплуатационный регистратор полётной информации БУР-4-1 (производства киевского ОАО НТК «Электронприбор»)
- новое кислородное оборудование[5][6]
- улучшенные кресла для экипажа[5][6]

Кроме того, переоборудование кабины пилотов позволило уменьшить уровень вибрации и шума, что улучшило условия работы и снизило утомляемость экипажа. В результате модернизации Ан-32RE получили возможность выполнять посадку по II категории ICAO.

## Варианты и модификации
ГП «Укроборонсервис» (дочернее предприятие компании «Укрспецэкспорт» концерна «Укроборонпром») предлагает использовать отдельные технические решения программы модернизации Ан-32RE при осуществлении капитально-восстановительного ремонта самолётов Ан-32 иностранных заказчиков.

## Страны-эксплуатанты
- Индия

## Катастрофы и инциденты
| Дата       | Бортовой номер | Место катастрофы   | Жертвы | Краткое описание |
| ---------- | -------------- | ------------------ | ------ | --- |
| 20.09.2014 | K2757          | Аэропорт Чандигарх | 0/9    | При посадке на аэродроме Чандигарх ударился о ВПП, переломился центроплан и полностью оторвало правое полукрыло. Самолет перевернулся и частично обгорел |